# Aloïs Gerlo
Aloïs J.P. Gerlo (Middelburg, 29 januari 1915 – Grembergen, 3 september 1998) was een Vlaams verzetsman, journalist, erudiet, publicist en de eerste rector van de autonome Vrije Universiteit Brussel.

## Levensloop
Hij groeide op in Baasrode aan de Schelde als zoon van een huisschilder/glazenmaker.
In 1933 was Gerlo een van de stichtende leden van de studentenclub Scaldis Dendermonde waarvoor hij tekst en muziek van het clublied schreef.
Hij studeerde aan de Rijksuniversiteit Gent, de Sorbonne in Parijs en de Université libre de Bruxelles. Hij werd doctor in de Wijsbegeerte en Letteren. Na zijn studies sloot hij zich aan bij de socialistische Belgische Werklieden Partij.
Toen voorzitter Hendrik de Man in juni 1940 de BWP ontbond om mee te werken aan de Nieuwe Orde, stapte Gerlo over naar de Kommunistische Partij. Hij sloot zich aan bij het verzet en stichtte te Vilvoorde een afdeling van het Onafhankelijkheidsfront. Hij werd in deze verzetsbeweging uiteindelijk nationaal adjunct-secretaris en nationaal secretaris voor Vlaanderen. Hij was er belast met het toezicht op de sluikbladen.

## Communist
Na de bevrijding was hij kortstondig kabinetschef van Fernand Demany, minister zonder portefeuille en secretaris-generaal van het OF. Eind 1945 werd hij hoofdredacteur van Front, waar hij kennis maakte met schrijver Louis Paul Boon, die toen journalist was bij deze krant, en die later noodgedwongen werd ontslagen toen de krant moest bezuinigen. Hun vriendschap was er een voor het leven. 
In de periode 1948-1954 was hij actief in de door de communisten gedirigeerde vredesbeweging en reisde in 1956 naar China en de Sovjet-Unie. Het was in deze periode dat de misdaden van Stalin in de openbaarheid kwamen en dat de Hongaarse opstand door het Sovjetleger in bloed werd gesmoord. Hij verliet hierop de KPB en stapte over naar de sociaaldemocratische BSP. Zelfs jaren later kon hij zichzelf moeilijk vergeven lid geweest te zijn van de KPB.

## Erudiet en universitair
Hij bouwde een universitaire loopbaan uit en werkte mee aan verschillende wetenschappelijke publicaties. Veel aandacht ging daarbij uit naar geschiedenis, politiek, humanisme en onderwijsmethodiek. Hij ijverde voor een splitsing van de unitaire tweetalige V.U.B/U.L.B. in twee zelfstandige universiteiten en werd in 1969 de eerste rector van de autonome Vrije Universiteit Brussel. Deze functie bekleedde hij tot 1974.
Er mag niet worden vergeten dat het belangrijkste en meest blijvende oeuvre van Gerlo is voortgesproten uit zijn grote eruditie, enerzijds als latinist en vertaler van Latijnse teksten, anderzijds als vertaler en uitgever van talrijke geschriften van de grote Nederlandse humanisten, in de eerste plaats van Desiderius Erasmus van Rotterdam. Hij was ook een goede kenner van de Franstalige uit Vlaanderen afkomstige literatuur, zoals het werk van Charles De Coster, Emile Verhaeren enz.

## Vlaamse Beweging
De Vlaamse ontvoogding lag Gerlo steeds nauw aan het hart, zo pleitte hij reeds in 1947 – toen nog communist – voor federalisme. In 1966 volgde hij Achilles Mussche op als voorzitter van het Vermeylenfonds, later stond hij ook aan het hoofd van het Overlegcentrum van Vlaamse Verenigingen. Hij speelde verder nog een rol in de Vereniging van Vlaamse professoren, het Vlaams Onderwijscentrum Brussel en het Nationaal Komitee 5 november dat een grote betoging ter ondersteuning van Vlaamse eisen organiseerde.
Hij was een van de weinige prominenten uit de Vlaamse Beweging die zich akkoord verklaarde met het Egmontpact. In december 1979 verliet Gerlo het Vermeylenfonds omdat hij voorstander was van het plaatsen van Amerikaanse kruisraketten en het Fonds niet wilde onderbrengen bij de Unie van Vrijzinnige verenigingen. In 1980 nam hij ook ontslag uit de socialistische partij.
Sindsdien partijloos noemde Gerlo zichzelf liberaal, sociaaldemocraat, flamingant, nationalist en verdediger van christelijke waarden. Hij publiceerde tal van 'vrije tribunes' in verscheidene kranten, waarin hij zijn prowesterse en bijwijlen antisocialistische denkbeelden kenbaar maakte.
In zijn latere dagen bekritiseerde Gerlo de politieke correctheid en het multiculturalisme. Deze ideologie omschreef hij als een “heilsleer zoals het communisme” en ook nog als “haaks op het wezen en de verworvenheden van de Vlaamse Beweging.”
Na zijn pensionering vestigde hij zich terug in zijn geboortedorp Baasrode waar hij op 83-jarige leeftijd overleed.

## Publicaties
- Charles de Coster en Vlaanderen, 1959
- De Vlaamse Beweging op nieuwe banen. Verzamelde opstellen, 1966
- Dagboek van een scholier. Koninklijk Atheneum Gent 1929-1932, 1987
- Kroniek van de Vlaamse Beweging 1965-1980, 1988
- Noch hoveling, noch gunsteling. Een levensverhaal, 1989
- Universitaire kroniek, 1992

### Wetenschappelijk werk
- Tertullianus: De Pallio, vertaald door Aloïs Gerlo, 1940
- Erasmus en Holbein, in: Belgisch Tijdschrift voor Filologie en Geschiedenis, nr 26, 1948
- Tibullus:Liefdedichten: elegieën, vertaald door Aloïs Gerlo, 1949
- La Correspondance d'Erasme, traduction intégrale sous la direction d`Aloïs Gerlo, 1967-1984 ISBN 9789060043219
- Erasmus en zijn portrettisten Metsijs, Dürer, Holbein, 1968
- Algemene methodenleer, 1976
- Inventaire de la correspondance de Juste Lipse, 1564-1606
- De briefwisseling van Philips van Marnix, heer van Sint Aldegonde: een inventaris = The correspondence of Philip of Marnix, lord of Saint Aldegonde: an inventory, 1982
- Erasmus van Rotterdam: zeven studies, 1988.